# Fernando Estévez de Salas
Fernando Estévez de Salas (La Orotava, Tenerife, 3 de març de 1788 - San Cristóbal de La Laguna, Tenerife, 14 d'agost de 1854) va ser un escultor, pintor, urbanista i catedràtic de dibuix, màxim representant de l'Art Neoclàssic en Canàries. És considerat al costat de José Luján Pérez, el seu mestre, els escultors més importants de l'Arxipèlag canari. És conegut per haver realitzat la imatge de Nostra Senyora de Candelaria, Patrona de Canàries.

## Biografia
Fernando Estévez va néixer el 1788 a La Orotava, al nord de l'illa de Tenerife, on el seu pare tenia el seu taller de plata. Des dels seus primers anys, Fernando va mostrar un talent per a l'art.
La seva primera formació artística va ser al monestir franciscà de Sant Llorenç a La Orotava. Allí va conèixer al pintor, escultor i arquitecte José Luján Pérez, pel que va treballar en el seu estudi a Las Palmas de Gran Canaria fins a 1808, quan Fernando Estévez va obrir el seu propi taller d'art a La Orotava. En 1846 va obrir un taller a Santa Cruz de Tenerife. Més tard, també va ensenyar a l'Acadèmia Provincial de Belles Arts.

## Obres

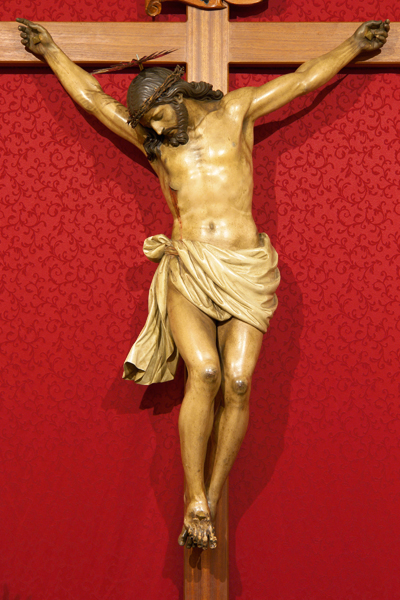
Crist crucificat de la Sala Capitular, Catedral de La Laguna.

Les seves escultures són exclusivament temes religiosos. Entre les seves obres més importants s'inclouen a Tenerife; l'escultura de Crist crucificat que es troba a la Sala Capitular de la catedral de La Laguna. A més, la imatge que representa l'arrest de Jesús a l'hort de les oliveres de l'Església de Nostra Senyora de la Concepció (San Cristóbal de La Laguna) i la Immaculada Concepció, que es troba a la mateixa església. El seu treball més famós és, sens dubte, la Verge de Candelaria (Patrona de Canàries), creada el 1827 per reemplaçar la imatge original que va desaparèixer el 1826 després d'una tempesta.
En altres illes: a Santa Cruz de La Palma el Crist del Perdó i Mare de Déu del Carme, que estan a l'església d'El Salvador. A Lanzarote, destaca la imatge de la Verge de la Candelaria, a l'Església de Sant Roc, Tinajo. A Gran Canària, la Mare de Déu del Roser (Església de Sant Domingo, Las Palmas) i Sant Joan Baptista, a la basílica de Sant Joan Baptista en Telde.

## Homenatges
- Fernando Estévez és Fill predilecte de La Orotava.
- En Santa Cruz de Tenerife es troba l'Escola Superior de Disseny i Art Fernando Estévez, dedicada al seu nom.